# Kaj Nielsen (billedhugger)
 Ikke at forveksle med billedhuggeren Kai Nielsen (1882-1924) stavet med i
 For alternative betydninger, se Kaj Nielsen. (Se også artikler, som begynder med Kaj Nielsen)
Kaj Johannes Nielsen (født 12. december 1910 i Nørre Søby, død 18. februar 1990) var en dansk billedhugger.
Kaj Nielsen havde tilnavnet Glamsbjerg efter i sin hjemby. Han var autodidakt og lavede især forenklede portrætter og dyreskulpturer.